# Amalie Arena
Die Amalie Arena ist eine Mehrzweckarena in der US-amerikanischen Stadt Tampa im Bundesstaat Florida. Sie wird für Eishockey-, Basketball- und Arena Footballspiele sowie Konzerte und Shows genutzt. Die Arena ist momentan die Heimspielstätte des Eishockey-Franchise der Tampa Bay Lightning aus der National Hockey League (NHL) und vorübergehend auch die der Basketball-Franchise der Toronto Raptors aus der National Basketball Association (NBA). Weiterhin trugen hier die Tampa Bay Storm aus der AFL von 1996 bis 2017 und die Tampa Breeze, aus der LFL, bis zum Ende der Saison 2011/12 ihre Spiele aus.

## Geschichte
1996 wurde die Arena als Ice Palace eröffnet, sie ersetzte dabei das Tropicana Field (auch als Thunderdome bekannt) in Saint Petersburg, was bisher das Heimstätte der Lightning war.
Das Hallengelände, das sich in Tampas Channel District befindet, war ursprünglich nur zweite Wahl hinter dem zum Bau der Arena vorgesehenen Landes in der Nähe des Tampa Stadium, diese Pläne scheiterten jedoch an Finanzierungsschwierigkeiten. Die offizielle Eröffnung der Arena fand am 20. Oktober 1996 mit der NHL-Partie der Lightning gegen die New York Rangers statt, mit einem 5:2 konnten die Tampa Bay bereits im ersten Spiel den ersten Sieg im neuen Heimat erreichen.
Der Besitz der Arena wechselte im Jahre 1999 von den Tampa Bay Lightning, die die Arena zuvor gepachtet hatten, zu der sich im Besitz des Milliardärs William Davidson befindenden Palace Sports & Entertainment, da Davidson auch Besitzer der Lightning wurde. Die Namensrechte am Ice Palace wurden 2002 an die St. Petersburg Times, einer bekannten Tageszeitung in Tampa, verkauft. Als die Tageszeitung am 31. Dezember 2011 den Namen in Tampa Bay Times änderte, wurde auch der Name der Arena angepasst.
Ende August 2012 fand die Republican National Convention in der Arena statt. Anfang September 2014 erhielt die Halle den Sponsorennamen Amalie Arena nach dem Mineralölunternehmen Amalie Oil Company.
Ende Februar 2018 verlängerten die Tampa Bay Lightning ihren Mietvertrag mit dem Hillsborough County für die Amalie Arena bis in das Jahr 2037. Mit der Verlängerung soll die Finanzierung zukünftiger Renovierungen gesichert werden.
Die Toronto Raptors haben auf Grund von Reisebeschränkungen, die wegen der COVID-19-Pandemie in Kanada von der Regierung Kanadas verhängt wurden, ihre Heimspiele der NBA-Saison 2020/21 in der Amalie Arena ausgetragen.

## Nutzung
Neben dem Ligabetrieb finden in der Amalie Arena andere Sportveranstaltungen wie z. B. College-Basketball, NCAA-Wettkämpfe, Tennis, Wrestling, Boxen, Skaten und Rodeos statt. Darüber hinaus finden u. a. Konzerte und Shows statt.
1999 war die Arena Austragungsort des NHL-All-Star Game. In der Saison 2003/04, dem Meisterjahr der Tampa Bay Lightning, fanden vier der sieben Finalspiele um den Stanley Cup in der Arena statt. In der Saison 2014/15 stand Tampa Bay noch einmal im Finale um den Stanley Cup und drei der sechs Partien wurden in der Arena in Tampa ausgetragen. 2018 war die Halle zum zweiten Mal Austragungsort des NHL-All-Star Game.

## Galerie

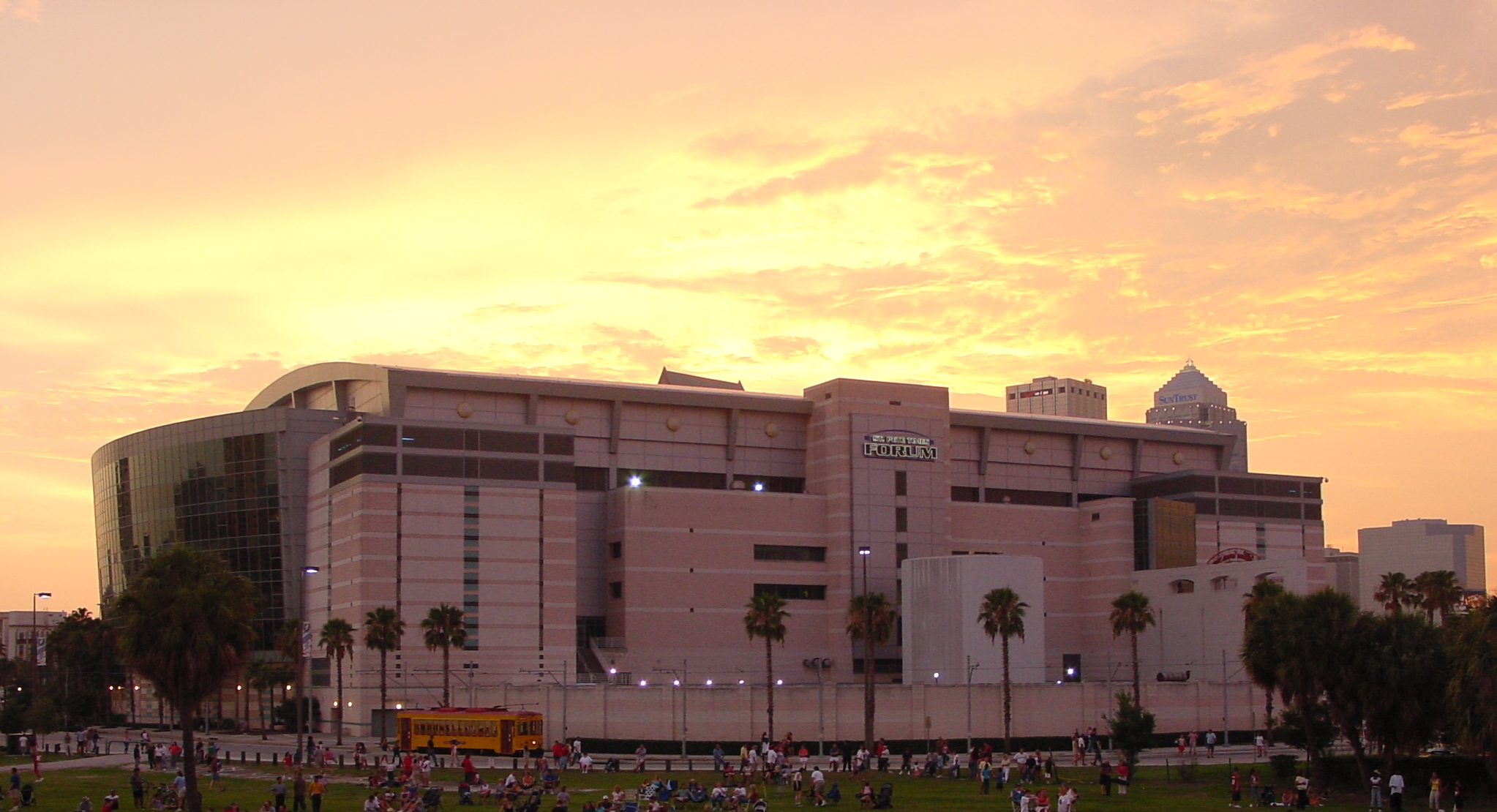
Die Arena im Sonnenuntergang am Unabhängigkeitstag 2004
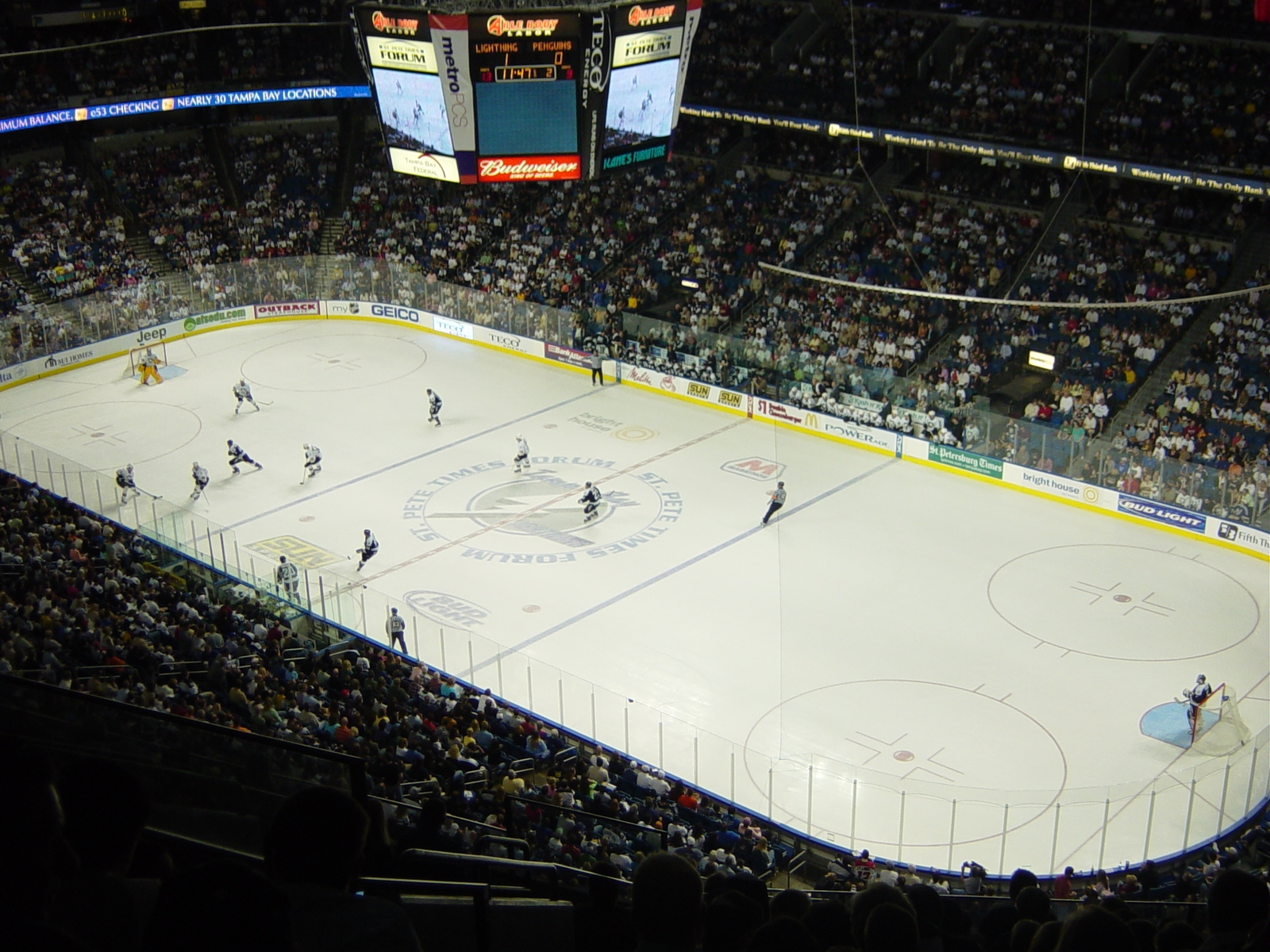
Die Arena mit Eisfläche (2006)
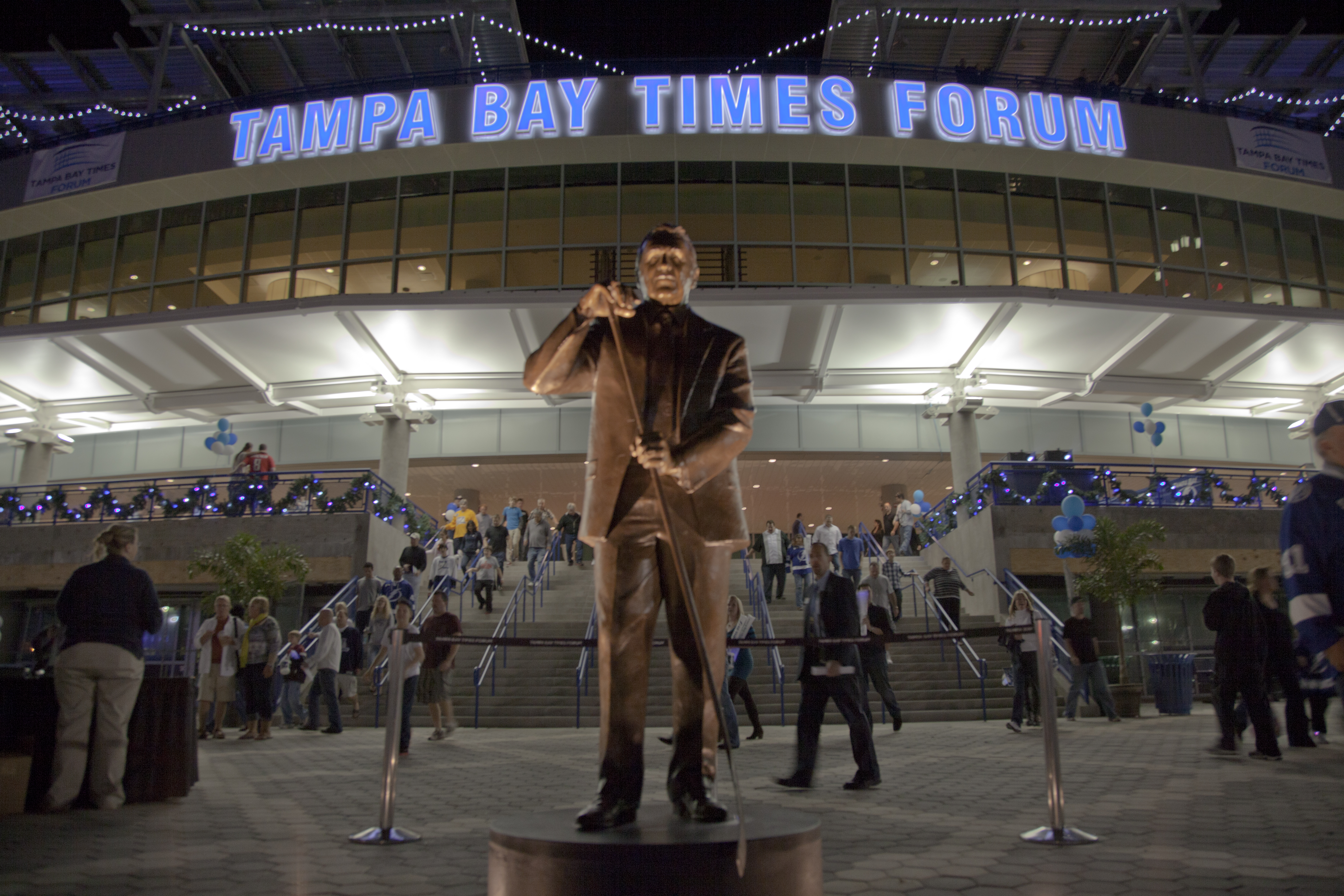
Die Statue von Phil Esposito vor der Halle (2011)
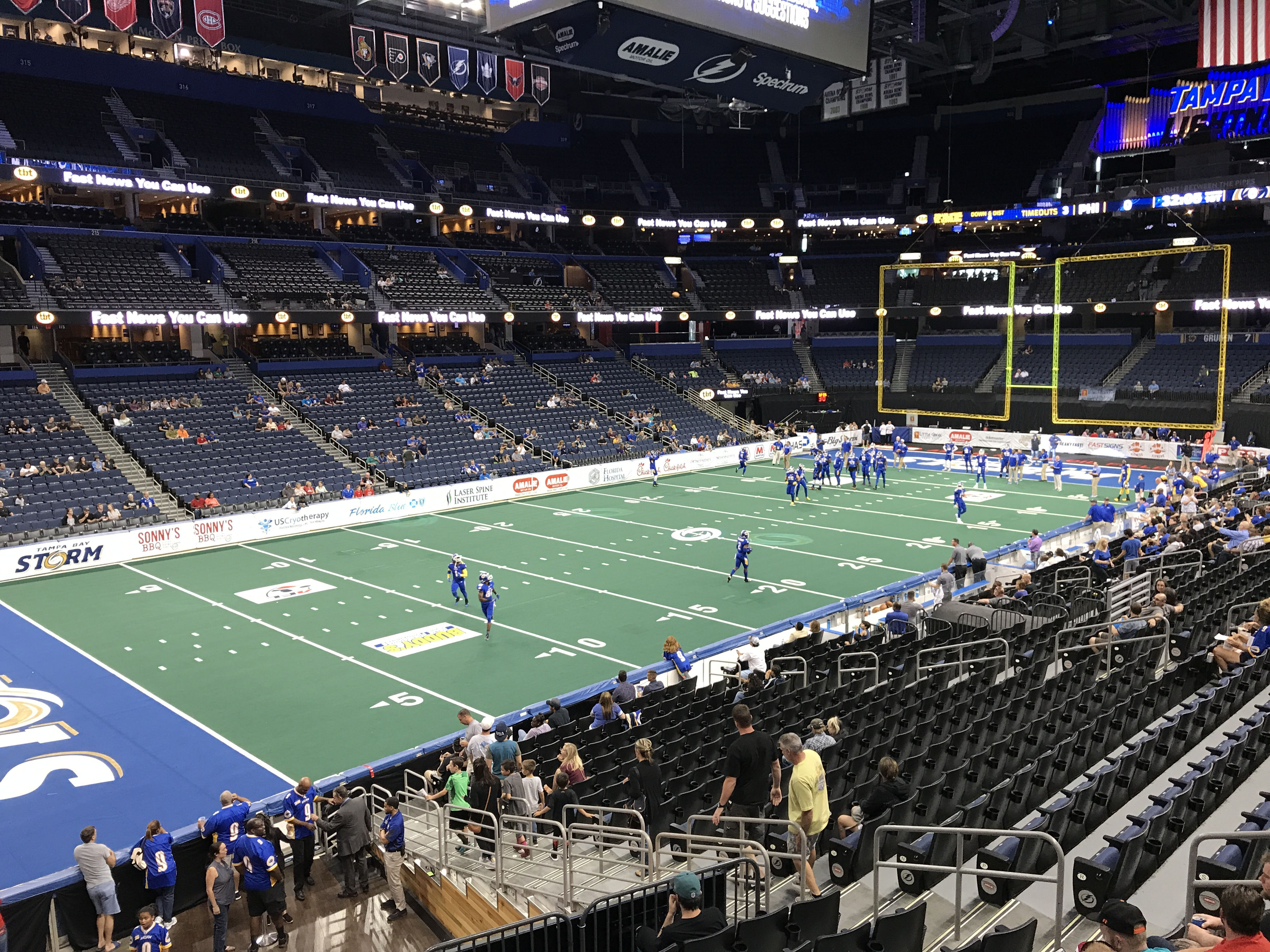
Arena Football in der Amalie Arena (2017)